# Comuna de Lisia Góra
Lisia Góra (polaco: Gmina Lisia Góra) é uma gminy (comuna) na Polónia, na voivodia de Pequena Polónia e no condado de Tarnowski. A sede do condado é a cidade de Lisia Góra.
De acordo com os censos de 2004, a comuna tem 14 148 habitantes, com uma densidade 135 hab/km².

## Área
Estende-se por uma área de 105,4 km², incluindo:
- área agricola: 76%
- área florestal: 13%

## Demografia
Dados de 30 de Junho 2004:
|                      | Total   | Total | Mulheres | Mulheres | Homens  | Homens |
| -------------------- | ------- | ----- | -------- | -------- | ------- | ------ |
|                      | pessoas | %     | pessoas  | %        | pessoas | %      |
| População            | 14 148  | 100   | 7175     | 50,6     | 6973    | 49,4   |
| Densidade (pop./km²) | 135     | 100   | 65,3     | 65,3     | 63,7    | 63,7   |

De acordo com dados de 2002, o rendimento médio per capita ascendia a 1303,19 zł.

## Subdivisões
- Breń, Brzozówka, Kobierzyn, Lisia Góra, Łukowa, Nowa Jastrząbka, Nowe Żukowice, Pawęzów, Stare Żukowice, Śmigno, Zaczarnie.

## Comunas vizinhas
- Czarna, Dąbrowa Tarnowska, Radgoszcz, Tarnów, Tarnów, Żabno